# Montellano, Spanien
Montellano är en kommunhuvudort i Spanien.   Den ligger i provinsen Provincia de Sevilla och regionen Andalusien, i den södra delen av landet, 400 km söder om huvudstaden Madrid. Montellano ligger 262 meter över havet och antalet invånare är 6 851.
Terrängen runt Montellano är platt åt nordväst, men åt sydost är den kuperad.Runt Montellano är det ganska tätbefolkat, med 56 invånare per kvadratkilometer. Närmaste större samhälle är Morón de la Frontera, 17,4 km nordost om Montellano. Trakten runt Montellano består till största delen av jordbruksmark.